# Else Hansen
Else Hansen (1720 – 1784) è stata una nobile danese amante ufficiale di Federico V di Danimarca, re di Danimarca e Norvegia.

## Biografia
Diede al re cinque figli:

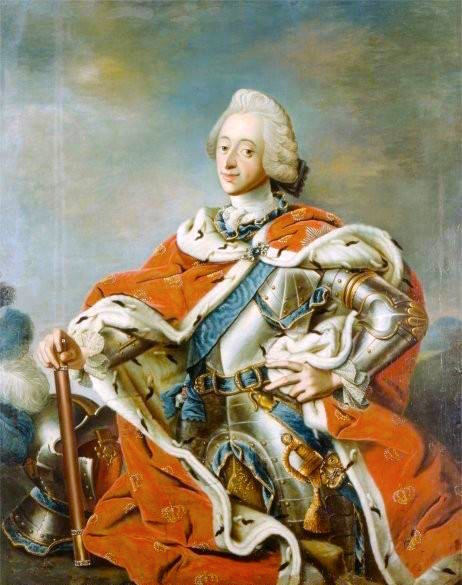
Federico V

- Frederikka Margrethe (1747-1802), sposò Federico Guglielmo di Destinon;
- Frederikka Katherine (1748-1822), sposò Giovanni Federico di Lützau;
- Anna Maria (1749-1812), sposò Peter Fehmann e poi Peter von Meulangracht;
- Sophia Charlotte (1750-1779), sposò Henri Alexis d'Origny;
- Ulirch Frederik (1751-1752).